# جورج ناي
جورج باترسون ناي (من مواليد 9 يونيو 1927) هو سياسي أمريكي وزعيم مدني من ولاية أوكلاهوما الأمريكية، شغل ناي منصب الحاكم 17 و22 لأوكلاهوما والنائب الثامن والعاشر لحاكم أوكلاهوما. كان أول حاكم لأوكلاهوما يُعاد انتخابه وأول حاكم يفوز بجميع مقاطعات الولاية البالغ عددها 77 مقاطعة. بالإضافة إلى ذلك، أدت الوظائف الشاغرة قصيرة المدى في مكتب الحاكم مرتين إلى تولي ناي مهام منصب الحاكم أثناء عمله كمساعد للحاكم.
بعد خدمته كمحافظ، عمل ناي في مجلس إدارة جي سي بيني، ورئيسًا لجامعة وسط أوكلاهوما ومديرًا ومستشارًا للعلاقات العامة لبنك التجارة الدولي قبل انتخابه لمنصب على مستوى الولاية، وعمل مدرسًا ومشرعًا.
منذ وفاة جون مالكوم باترسون من ألاباما في يونيو 2021، أصبح ناي أول حاكم سابق على قيد الحياة في الولايات المتحدة، بعد أن شغل منصب حاكم ولاية أوكلاهوما لأول مرة في عام 1963.